# Pseudotriccus
Pseudotriccus – rodzaj ptaków z podrodziny muchotyraników (Pipromorphinae) w rodzinie muchotyranikowatych (Pipromorphidae).

## Występowanie
Rodzaj obejmuje gatunki występujące w Ameryce Południowej oraz we wschodniej Panamie (Ameryka Centralna).

## Morfologia
Długość ciała 11–11,5 cm; masa ciała 7–11 g.

## Systematyka

### Etymologia
- Pseudotriccus: gr. ψεῦδος pseudos „fałszywy”; τρίκκος trikkos „mały, nieznany ptak”; w ornitologii triccus oznacza ptaka z rodziny tyrankowatych[7].
- Caenotriccus: gr. καινος kainos „nowy”; τρίκκος trikkos „mały, nieznany ptak”; w ornitologii triccus oznacza ptaka z rodziny tyrankowatych[8]. Gatunek typowy: Muscicapa ruficeps Lafresnaye, 1843.
- Pseudomyobius: gr. ψευδος pseudos „fałszywy”; rodzaj Myiobius Darwin, 1839 (szczecinówka)[9]. Gatunek typowy: Pseudomyobius annectens Salvadori & Festa, 1899 (= Pseudotriccus pelzelni Taczanowski & Berlepsch, 1885).

### Podział systematyczny
Do rodzaju należą następujące gatunki:
- Pseudotriccus pelzelni Taczanowski & Berlepsch, 1885 – tyranulek brunatny
- Pseudotriccus simplex (von Berlepsch, 1901) – tyranulek rdzawolicy
- Pseudotriccus ruficeps (Lafresnaye, 1843) – tyranulek rudogłowy